# Dollari dal cielo
Dollari dal cielo (Guld og grønne skove) è un film del 1958 diretto da Gabriel Axel.
È stato presentato in concorso alla 8ª edizione del Festival di Berlino ed è stato designato come film rappresentante il cinema danese alla selezione per l'Oscar al miglior film straniero del 1959, venendo però escluso dalla candidatura.

## Trama
Le due piccole isole danesi di Birkø e Hvenø sono in conflitto da anni e il fatto che tre giovani della prima si innamorino di tre bellissime sorelle della seconda crea grandi problemi. Oltretutto, il padre delle ragazze è il sindaco di Hvenø e si rifiuta di celebrare un "matrimonio" tra le due isole, fino a quando non si scopre che a Birkø esiste il petrolio. L'arrivo della American Super Oil Company contribuirà a sconvolgere la tranquilla comunità locale.

## Distribuzione
Il film è stato distribuito in Danimarca dal 24 gennaio 1958, in Svezia dal 23 marzo 1959 e negli Stati Uniti dal successivo 10 maggio (con il titolo The Girls Are Willing). In anni recenti, il 20 agosto 2003 è stato proiettato al Copenhagen International Film Festival.